# Timothy Beck
Timothy Beck (né le 2 janvier 1977 à Assen, Drenthe) est un athlète néerlandais, spécialiste du sprint.
Avec Caimin Douglas, Patrick van Balkom et Troy Douglas, il a remporté une médaille de bronze avec le relais 4 × 100 m des Championnats du monde à Paris Saint-Denis. Il participa également aux Jeux olympiques de l'année suivante, mais un passage hors-zone ne leur permit pas de se qualifier pour la finale.
Il a également participé au bobsleigh des Jeux olympiques de Salt Lake City en 2002 et de Vancouver en 2010.
Lors de ces derniers, il a été le porte-drapeau de la délégation néerlandaise.

## Meilleurs temps
- 60 mètres – 6.71 (2004)
- 100 mètres – 10.43 (2004)
- 200 mètres – 21.54 (2003)